# Бездрик
Бе́здрик — село в Україні,  у Бездрицькій сільській громаді Сумського району Сумської області. Населення становить 1701 осіб. До 2016 орган місцевого самоврядування — Бездрицька сільська рада.

## Повномасштабне вторгнення
24 лютого орієнтовано  4-6 ранку. Російські війська увійшли на територію Бездрицька сільська громада, вся військова техніка була поряд з кладовищем. Збройні сили Російської Федерації заблукали в селі. Їхня основна мета була Велика Чернеччина. Але вийшло так, що вони поїхали не туди. Вже близько 12 години дня, російська техніка була знищена поряд з сумським хімпромом.
17 серпня 2024 року оперативне командування «Північ» повідомило про обстріли Сумської області. Серед постраждалих населених пунктів село Бездрик – 2 обстріли: 2 вибухи, ймовірно ракетний удар.

## Географія
Село Бездрик знаходиться на березі річки Бездрик (в основному на правому) в місці впадання її в річку Сироватка, вище за течією на відстані 2,5 км розташоване село Червона Діброва, на протилежному березі річки Сироватка — село Верхня Сироватка. Село оточене лісовим масивом (дуб). Поруч проходять автомобільна дорога Н12 (Р45) і залізниця, станція Баси (колишня Бездрик).

## Назва
Походження назви села має кілька варіантів. Народні перекази свідчать, що якийсь пан, їдучи до своєї знайомої пані в гості, зав'яз в глинистому багні візком і ніяк не міг вибратися. У розпачі він назвав це місце «бездном». Із часом це слово трансформувалося в «бездрик». Інша версія така: назва села походить від назви річки Бездрик.
Бездриком на Поліссі називали також комаху сонечко семикрапкове.

## Історія
Як свідчать дані археологічних розкопок 2000 року, поблизу сучасного села Бездрик поселення існували ще 13 віків тому.
Перші згадки про поселення людей на річці Бездрик датовані 1677 роком. У царській грамоті від 12 березня 1685 року про затвердження земель за Сумським Успенським чоловічим монастирем йдеться про те, що Великий государ цар і Великий князь Олексій Михайлович, самодержець всія Росії за чолобитною Успенського монастиря (тепер «Монастирок» у с. Мала Чернеччина Токарівської сільської ради Сумського району), колишнього ігумена Варнави з братією, дано «изь порожей земли вь поместье земли и лесу и всяких угодий на сто пятьдесять четвертей вь поль». Далі повідомляється, що ігумен Варнава Успенського собору купив у Сумському уїзді у сумських жителів Костянтина Бекешенка та Михайла Козченка на річці Бездрику хутір з ліском, сінними покосами і займище на греблю для млина. Купив іще один хутір у сумського козака Степана Мазана на тій же річці з усім поселенням і сіножатями. У документі підтверджується, що за списками з купчих, написаних у 1677 році, дійсно ігумену Успенського монастиря Варшаві з братією продали свої володіння 8 жовтня К. Бекешенко та М. Козченко, що знаходилися по сусідству з хуторами Дацького та Зарічного. Заплатив монастир за хутір 40 талерів, усього 24 рублі. 15 липня 1677 року Степан Мазан продав у верхів'ї річки Бездрик свій хутір із хатою й усім поселенням, сінокосами, ставком. Він межує з Івана Козчина хутором, і заплатив за нього ігумен грошей по їхньому черкаському розрахунку 80 золотих, усього 14 рублів за ниву землі. Поселено 1727 року на жалуваних землях. За переписом населення 1732 року відомо, що рента відпрацювання у Бездрику становила 3 дні. Із 1769 року в селі існувала церква Архангела Михаїла. Пересипана у 60-ті роки будівничим Берестовським. Коштом поміщика Алфьорова поновлена в 1865 році. Дерев'яна, на кам'яному фундаменті. Статистичні відомості про населення с, Бездрик Сумського округу свідчать, що підданих було 51 чоловік.

## Населення

### Мова
Розподіл населення за рідною мовою за даними :
| Мова       | Кількість | Відсоток |
| ---------- | --------- | -------- |
| українська | 1564      | 91.95%   |
| російська  | 130       | 7.64%    |
| білоруська | 7         | 0.41%    |
| Усього     | 1701      | 100%     |

## Сьогодення
Складні економічні умови примусили перепрофілювати колишній Бездрицький спиртзавод на виробництво майонезу та дезодорацію рафінованої олії. Першу продукцію Сумський завод продовольчих товарів виготовив 24 лютого 1988 року. На той час він входив до складу Сумського обласного управління харчової промисловості. За період нелегких років становлення кілька разів змінювалося керівництво заводу, а в квітні 1996 року було завершено роботи з приватизації підприємства. Це позитивно вплинуло на подальший його розвиток — як виробничий, так і фінансовий. Після довгих пошуків напрямків розвитку підприємства (а виробляли згущене молоко, гіркі настоянки, навіть штучний мед) обрали комплексну переробку соняшникової олії. Сьогодні ПАТ «Сумський завод продовольчих товарів» очолює Манжелей Юлія Русланівка. Продукція заводу — майонези, гірчиці, кетчупи .. та олія соняшникова «Олівія» користується великим попитом у населення.
На кінці XX- початку XXI ст. на території села побудовано тепличне господарство ВАТ «Сумихімпром», декілька багатоповерхівок. До села почала повертатися молодь.
На високому рівні — сільська художня самодіяльність, працює клуб. Поступово налагоджується побут. Діє транспортний зв'язок із м. Суми обласним і районним центром. Майже все село телефонізоване. Вулиці села мають ошатний вигляд, заасфальтовані. Землі у селі обробляються.
12 червня 2020 року, відповідно до Розпорядження Кабінету Міністрів України № 723-р «Про визначення адміністративних центрів та затвердження територій територіальних громад Сумської області» увійшло до складу Бездрицької сільської громади.
19 липня 2020 року, в результаті адміністративно-територіальної реформи та ліквідації Сумського району(1923—2020), увійшло до складу новоутвореного Сумського району.

## Відомі люди
У селі народились:
- Барков Сергій — український військовик, учасник російсько-української війни[6].
- Алфьоров Микола Федорович (* 1777 — †1842) — український культурний діяч, архітектор, гравер, художник, письменник.
- Недригайло Валентин Михайлович — народний депутат України, заступник міністра внутрішніх справ України.